# Kyle Quincey
Kyle Quincey (Kitchener, Ontario, Kanada, 12. kolovoza 1985.) kanadski je profesionalni hokejaš na ledu koji igra na poziciji braniča. Trenutačno je član Colorado Avalanchea koji se natječe u NHL-u.

## Karijera
Quincey prve korake u hokeju na ledu čini 2000. godine u Brampton Capitalsima koji su se natjecali u OPJHL-u, a sljedeću sezonu provodi u Mississauga Chargersima. U sezoni 2002./03. igra u dresu London Knightsa iz OHL-a. Početkom listopada 2003. godine, nakon tri odigrane utakmice, Knightsi ga razmjenjuju za Roba Shrempa iz Mississauga IceDogsa. S IceDogsima provodi dvije sezone, a 2004. godine dolazi do finala OHL-a gdje su IceDogsi uvjerljivo poraženi od Guelph Storma u četiri utakmice.

### Detroit Red Wings (2005. – 2008.)
Na draftu 2003. godine u 4. krugu kao 132. izbor odabrali su ga Detroit Red Wings. U klub dolazi dvije godine kasnije te odmah biva poslan u AHL podružnicu Grand Rapids Griffins. U toj sezoni upisao je tek jedan nastup za Red Wingse u National Hockey League. U sljedeće dvije sezone situacija nije ništa bolja. Za Red Wingse odigrava tek 12 utakmica u regularnom dijelu sezona i 13 utakmica u doigravanju 2007. godine, a većinu vremena provodi s Griffinsima u AHL-u. Svoj prvi pogodak u NHL-u Quincey je postigao 7. travnja 2007. godine u posljednjoj utakmici sezone protiv Chicago Blackhawksa. 

### Los Angeles Kings (2008. – 2009.)
13. listopada 2008. godine prelazi u Los Angeles Kingse. Detroit Red Wings stavili su ga na popis igrača kojih se žele odreći te su Kingsi odlučiti preuzeti njegov ugovor. U vrlo kratkom roku postaje nezaobilazni član momčadi te ostvaruje uspješnu sezonu prikupivši 38 boda u 72 utakmice. Međutim, 2009. godine napušta klub.

### Colorado Avalanche (2009. - danas)
3. srpnja 2009. godine prelazi u Colorado Avalanche. Los Angeles Kingsi razmjenili su ga zajedno s Tomom Preissingom i pravom izbora u 5. krugu na draftu 2010. godine za Ryana Smytha. Quincey je tako postao drugi igrač u povijesti Avalanchea koji je prethodno igrao za rivale Detroit Red Wingse. U sezoni 2009./10. redovno nastupa za Avalanche.

## Statistika karijere
Bilješka: OU = odigrane utakmice, G = gol, A = asistencija, Bod = bodovi, KM = kaznene minute
| 2002./03.       | London Knights        | OHL             | 66  | 6  | 12 | 18  | 77  | 14 | 3 | 4  | 7  | 11 |
| 2003./04.       | London Knights        | OHL             | 3   | 0  | 2  | 2   | 4   | —  | — | —  | —  | —  |
| 2003./04.       | Mississauga IceDogs   | OHL             | 61  | 14 | 23 | 37  | 135 | 24 | 3 | 13 | 16 | 32 |
| 2004./05.       | Mississauga IceDogs   | OHL             | 59  | 15 | 31 | 46  | 111 | 5  | 0 | 3  | 3  | 4  |
| 2005./06.       | Grand Rapids Griffins | AHL             | 70  | 7  | 26 | 33  | 107 | 16 | 0 | 1  | 1  | 27 |
| 2005./06.       | Detroit Red Wings     | NHL             | 1   | 0  | 0  | 0   | 0   | —  | — | —  | —  | —  |
| 2006./07.       | Grand Rapids Griffins | AHL             | 65  | 4  | 18 | 22  | 126 | 2  | 0 | 0  | 0  | 0  |
| 2006./07.       | Detroit Red Wings     | NHL             | 6   | 1  | 0  | 1   | 0   | 13 | 0 | 0  | 0  | 2  |
| 2007./08.       | Detroit Red Wings     | NHL             | 6   | 0  | 0  | 0   | 4   | —  | — | —  | —  | —  |
| 2007./08.       | Grand Rapids Griffins | AHL             | 66  | 5  | 15 | 20  | 149 | —  | — | —  | —  | —  |
| 2008./09.       | Los Angeles Kings     | NHL             | 72  | 4  | 34 | 38  | 63  | —  | — | —  | —  | —  |
| Sveukupno - OHL | Sveukupno - OHL       | Sveukupno - OHL | 189 | 35 | 68 | 103 | 327 | 43 | 6 | 20 | 26 | 47 |
| Sveukupno - AHL | Sveukupno - AHL       | Sveukupno - AHL | 201 | 16 | 59 | 75  | 382 | 18 | 0 | 1  | 1  | 29 |
| Sveukupno - NHL | Sveukupno - NHL       | Sveukupno - NHL | 85  | 5  | 34 | 39  | 67  | 13 | 0 | 0  | 0  | 2  |

## Vanjske poveznice
- Profil na NHL.com
- Profil na theAHL.com
- Profil na The Internet Hockey Database